# Mollivirus
Mollivirus è un genere di virus, di cui è nota un'unica specie, Mollivirus sibericum; infetta l'ameba Acanthamoeba.
Il virus è stato scoperto nel 2015 da un team di ricerca guidato da Jean-Michel Clavry e Chantal Abergel nello stesso campione di permafrost in cui i medesimi ricercatori avevano descritto nel 2014 il più grande virus conosciuto, il Pithovirus sibericum. Il campione è stato estratto in Siberia, la sua età è stimata in 30000 anni.
A partire da luglio 2016, il genere Mollivirus è registrato nel database dell'International Committee on Taxonomy of Viruses (ICTV).

## Struttura
Il mollivirus è stato originariamente rilevato al microscopio ottico come particelle arrotondate che si sono moltiplicate in una coltura di ameba Acanthamoeba castellanii che ha interagito con lo stesso campione di permafrost della Siberia in cui è stato trovato il Pithovirus.
Le particelle avevano un diametro di circa 600 nm ed erano ricoperte da un tegumento pubescente. C'è almeno una membrana lipidica interna dentro la particella. I virioni sono coronati da 2–4 anelli, separati da intervalli di 20 nm; questi anelli corrispondono a diversi strati di "fibre" di diversa lunghezza che circondano la particella. Il tegumento è costituito da due strati di diversa densità. Lo strato esterno ha uno spessore di 10–12 nm ed è costituito da strisce parallele separate da intervalli di 30–40 nm, visibili solo al microscopio elettronico sul piano tangenziale del tegumento. Lo strato intermedio, spesso 12–14 nm, è rappresentato da una rete di fibrille simili a quelle che costituiscono lo strato centrale del tegumento del pandoravirus. A differenza delle particelle di pandoravirus e pithovirus, l'apertura nella parte superiore di una particella di Mollivirus è rappresentata da un imbuto di 160–200 nm di diametro. Dopo essere entrati nel vacuolo della cellula ospite, i virioni sembrano perdere il loro aspetto sferico. Come altri virioni icosaedrici, all'interno della particella virale del Mollivirus si trovano regioni elettrondense di DNA virale.

## Ciclo vitale
Durante l'infezione da Mollivirus, le cellule di ameba mantengono la loro forma trofozoica per tutto il ciclo vitale del virus, ma 4-5 ore dopo l'infezione si osserva una diminuzione del numero di vacuoli nelle cellule. Come tutti i virus giganti che infettano l'Acanthamoeba, il ciclo di replicazione del Mollivirus inizia con la fagocitosi da parte dell'ameba delle particelle virali; questo avviene perché l'ameba, a causa delle loro dimensioni relativamente grandi, le confonde con le forme batteriche di cui si nutre. Le particelle fagocitate possono cadere in piccoli vacuoli separati o raccogliersi in un grande vacuolo comune. Sebbene l'apertura della particella virale non sia stata ancora osservata, sono molto chiaramente visibili la fusione della membrana lipidica interna del virus con la membrana del vacuolo e la penetrazione del contenuto della particella virale nel citoplasma. Come per un'infezione causata da pandoravirus, 3–4 ore dopo l'infezione da Mollivirus, il nucleo cellulare subisce una forte ristrutturazione, espressa nella comparsa di numerose invaginazioni della membrana nucleare. In breve tempo, i virioni appena formati compaiono alla periferia di una zona di produzione appena costituitasi, che include un nucleo cellulare modificato, privo di un nucleolo visibile. Gli altri organelli cellulari non fanno parte del processo di fabbricazione. L'assemblaggio dei virioni Mollivirus è simile a quello dei pandoravirus: la membrana e il suo interno vengono costruiti contemporaneamente, ad eccezione delle singole fibre, che vengono incorporate individualmente durante la maturazione. Frammenti di membrane lipidiche possono accumularsi nella produzione del virione, prendendo parte all'assemblaggio della membrana interna.
6–8 ore dopo l'infezione, si osservano virioni a diversi stadi di maturazione nel medesimo processo produttivo. Dopo 6 ore iniziano a comparire nuovi virioni nel terreno di coltura, mentre il loro rilascio all'esterno delle cellule ospiti non è accompagnato da lisi delle stesse nella coltura. Talvolta ci sono virioni maturi racchiusi in un vacuolo, poi la maggior parte di essi viene secreta all'esterno per esocitosi.

## Genoma e proteoma
Il genoma Mollivirus è rappresentato da una molecola lineare a doppio filamento di DNA di 651 migliaia di coppie di basi (kilobase, kb) a componente GC 60% della composizione totale. A ciascuna estremità della molecola ci sono ripetizioni in tandem di 10 kb di lunghezza. Codifica 523 proteine predette, il 65% delle quali non ha omologhi noti (ORFans). Pertanto, Mollivirus rappresenta una famiglia distinta di virus giganti. Il resto del suo genoma può essere suddiviso in 3 gruppi: 18% di geni che hanno omologhi in altri virus (per l'89% di essi i parenti più prossimi appartengono a proteine di pandoravirus), 14% di geni omologhi a geni di eucarioti (67% di essi sono più vicini ai geni A castellanii) e il 3% dei geni correlati ai geni batterici. La funzione dell'80% delle proteine Mollivirus non è definita. La debole relazione filogenetica del Mollivirus sibericum con i pandoravirus è confermata dal fatto che su 136 proteine che compongono le particelle di Mollivirus, solo 28 sono omologhe alle proteine dei virioni del pandoravirus e la quantità relativa di queste proteine è sorprendentemente diversa.
Ad esempio, la prima delle proteine comuni a Mollivirus e pandoravirus è la nona più grande nei virioni del Mollivirus e la 39ª nei virioni del Pandoravirus salinus. È interessante notare che una delle proteine più abbondanti del virione Mollivirus è omologa alla principale proteina del capside dei grandi virus a DNA icosaedrici. Nonostante la mancanza di simmetria, questa proteina può prendere parte all'assemblaggio della particella virale. È interessante notare che il parente più prossimo di questa importante proteina del capside è A. castellanii, che sembra essere stato preso in prestito dall'ameba dal virus icosaedrico che infetta le alghe unicellulari. Pertanto, il corrispondente gene del Mollivirus potrebbe essere entrato nel suo genoma come risultato di due atti riusciti di trasferimento genico orizzontale: dal virus all'ospite e dall'ospite al Mollivirus.
Le caratteristiche del genoma e del ciclo vitale consentono di classificare il Mollivirus come un grande virus contenente DNA nucleare-citoplasmatico. L'assenza di meccanismi trascrizionali nel proteoma del Mollivirus, il riarrangiamento aggressivo del nucleo cellulare durante l'infezione e la presenza di introni spliceosomiali nel 3% dei geni del Mollivirus indicano la necessità per il Mollivirus di trasferire il suo genoma nel nucleo, almeno per avviare il ciclo di replicazione. L'analisi del proteoma del Mollivirus ha rivelato inaspettatamente la presenza di diverse proteine ribosomiali al suo interno, che è unica per i virus contenenti DNA. Le funzioni di queste proteine nel ciclo di vita del virus non sono ancora state determinate.